# スズキアスリートクラブ
スズキアスリートクラブは、静岡県浜松市に本拠をおく日本の陸上競技クラブチームである。略称はスズキAC。スズキの陸上競技部が母体となっており、クラブ創設以来同社が支援を行っている。

## 概要
トラック競技、ロードレース競技、フィールド競技各分野に、満遍なく選手を配する。
ロードレース競技では男女ともに駅伝競技を得意とし、実業団大会に出場。特に女子は、会社自体が年末に行われる全日本実業団女子駅伝の冠スポンサーとなっている。しかし、2008年はホステスチームでありながら欠場となった。これは、女子駅伝チームが大会下見のために走らせていた車が交通事故を起こして部員が怪我をしたばかりでなく、事故を受けた側にも怪我人を出させたためである。これにより、男子も2009年元日の全日本実業団駅伝を欠場した。
トラック・フィールド競技においては、走幅跳の池田久美子が所属していた。近年は、日本代表として活躍する機会も多く、会社としても企業活動PRの材料に使用していたが、2008年11月いっぱいで結婚のために退社した。
障害者スポーツ部門では走幅跳の山本篤が所属。2008年の北京パラリンピックでは銀メダルを獲得している。
2010年3月を以って日本実業団陸上競技連合を退会しクラブチーム化。「スズキ浜松アスリートクラブ」（略称：スズキ浜松AC）として再出発した。その後、2020年4月1日にチーム名称を「スズキアスリートクラブ」に変更した。

## 主な出身者・所属選手
- 池田久美子（走幅跳、短距離ハードル走）
- 右代啓祐（十種競技）
- 海老原有希（やり投）
- マーティン・マサシ（長距離走）
- 村上幸史（やり投）
- 森千夏（砲丸投）
- 山本篤（短距離走、走幅跳）
- 中村明彦（十種競技）（400mH）
- 新井涼平（やり投）
- 安藤友香（中距離走・長距離走・マラソン）
- 清田真央（長距離走・マラソン）
- 川元奨（中距離走）
- 斉藤真理菜（やり投）